# Орден Будяка
Найдавніший і найблагородніший орден Будяка (англ. The Most Ancient and Most Noble Order of the Thistle) — лицарський орден, пов'язаний із Шотландією. Хоча його початкова дата заснування точно не відома, Яків VII (король Шотландії) (також відомий як король Англії Яків II) заснував сучасний орден у 1687. Орден складається з Суверена і шістнадцяти Лицарів і Леді, а також певної кількості «додаткових» лицарів (членів британської королівської родини та іноземних монархів). Сам Суверен на свій розсуд дарує членство в ордені, йому або їй не радить уряд, як прийнято для більшості орденів.
Основна емблема ордена — будяк, національний символ Шотландії. Девіз ордена «Ніхто не торкне мене безкарно» (лат. Nemo me impune lacessit); цей же девіз стоїть на Королівському гербі і на деяких фунтових монетах. Покровитель ордена — святий Андрій.
Більшість кавалерських орденів Великої Британії покриває все королівство, але кожен з трьох найвищих присвячений лише одній з країн-засновників (Англії, Ірландії, Шотландії, Уельсу). Орден Будяка, присвячений Шотландії — другий за порядком старшинства. Його еквівалент в Англії, Орден підв'язки, найстаріший документований кавалерський орден у Сполученому Королівстві, датується серединою XIV століття. У 1783 був заснований ірландський еквівалент, Орден Святого Патрика; після здобуття незалежності більшою частиною Ірландії орден залишився мертвим (останній лицар помер у 1974).

## Історія

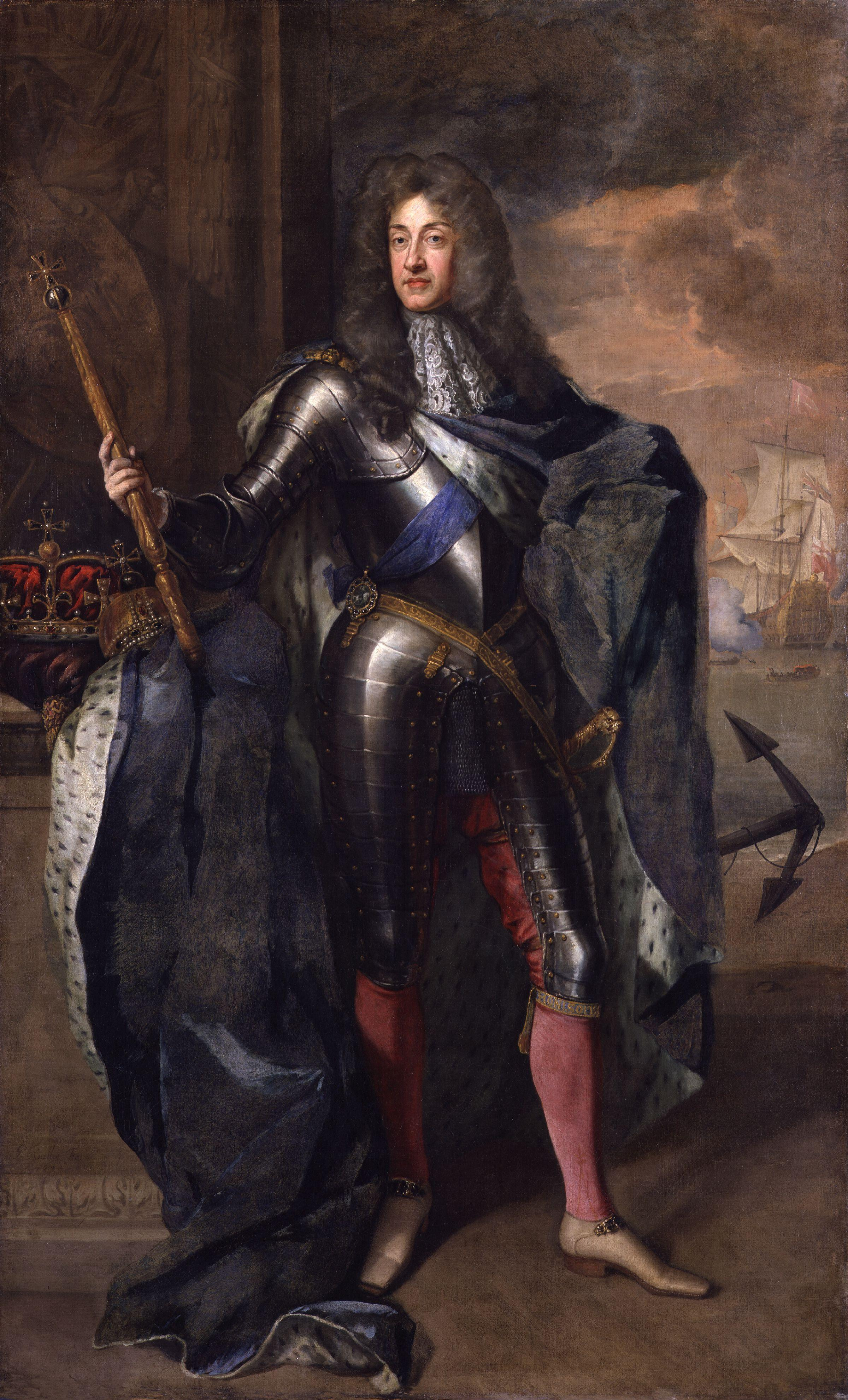
Яків VII, відновлювач Ордену

Оригінальна дата заснування ордена невідома. За легендою, Ахей, король шотландців, під час битви з англо-саксонським королем Етельстаном Англійським побачив у небі хрест св. Андрія. Після перемоги, Ахей нібито встановив орден будяка, присвятивши його святому в 787. Легенда неймовірна не тільки через малоймовірне диво, а й тому, що дві ворогуючі особи навіть не правили в одному столітті. Інша історія говорить, що Ахей заснував орден у 809 для ознаменування альянсу з імператором Карлом Великим. Багато хто вважає, що це Яків III прийняв будяк як королівську рослину і випустив монети із зображенням будяка, і заснував орден в п'ятнадцятому столітті. Інші стверджують, що Яків V, який був удостоєний ордена підв'язки в Англії, ордена св. Михайла у Франції та ордена Золотого руна в Священній Римській імперії, заснував орден Будяка в 1540 р., тому що був збентежений, що йому нічого буде подарувати іноземним монархам. Вважається, що він нагородив орденом будяка короля Франції Франциска I.
Певний шотландський кавалерський орден існував у шістнадцятому столітті, але зрештою був закритий. Яків VII випустив лист-патент «оживляючи і відновлюючи Орден Будяка в його повній славі, блиску та величі» в 1687 р. Були призначені вісім лицарів з максимуму в 12, але король був скинутий у 1688 р. Його наступники, королі Вільгельм III Оранський і Марія, не робили подальших призначень в орден, який зрештою обезлюднів. У 1703 р. королева Анна знову відновила орден будяка, і він дожив до наших днів.

## Склад Ордена
Королі Шотландії — а пізніше королі Великої Британії та Сполученого Королівства — були Суверенами ордена. Коли Яків VII відновив орден, у статуті записали, що орден повинен «складатися з суверена та дванадцяти лицарів-братів у пам'ять Благословенного Спасителя та його дванадцять апостолів». У 1827, Георг IV розширив орден до шістнадцяти членів. Жінки (крім правлячої королеви) спочатку були виключені з ордена; Єлизавета II, однак, дозволила входження леді Будяка в 1987.
Час від часу особи можуть бути допущені спеціальними указами. Такі члени відомі як додаткові лицарі і не зараховуються в обмеження 16 членами. Через цю процедуру зазвичай проходять члени британської королівської родини; першим був молодший син короля Георга III, а потім принц Вільям Генрі (пізніше Вільгельм IV). Олаф V (король Норвегії) був першим іноземцем, допущеним в орден окремим указом в 1962 р.
Суверен історично мав владу вибирати лицарів і дам ордена. Починаючи з вісімнадцятого століття, суверен робив свій вибір за порадою уряду. Георг VI порахував, що ордена Підв'язки та Будяка використовувалися тільки для політичного патронажу, а не для визнання заслуг. Тому, за згодою прем'єр-міністра (Клемента Еттлі) і лідера опозиції (Вінстона Черчилля) в 1946, орден Будяка знову став виконувати роль персонального дару суверена.
Лицарі і леді Будяка можуть бути також допущені в Орден Підв'язки. Раніше багато хто (але не всі) з лицарів, піднявшись до старшого ордену, виходили у відставку з ордена Будяка. Першим вийшов з ордена Будяка Джон Кемпбелл, 2-й герцог Аргайл в 1710 р.; останнім вийшов Томас Дандас, 2-й герцог Зетланд у 1872 р. Кавалер і леді Будяка можуть також бути позбавлені лицарства. Єдиним пережив таку долю Джон Ерскін, 22-й герцог Мара, втратив і кавалерство, і герцогство після участі в повстанні якобітів 1715 року.
У ордені п'ять офіцерів: Оратор, Канцлер, Приватник, Герольд та Секретар. Оратор зазвичай священнослужитель Церкви Шотландії. Канцлер — зазвичай один з кавалерів, хоча не обов'язково найстарший. Приватники ордена — Джентльмени Приватники Зеленого Жезла. Герольд, відповідальний за геральдику, голова шотландської герольдії. Герольд часто — але не завжди — також служить секретарем.

## Одяг і відзнаки

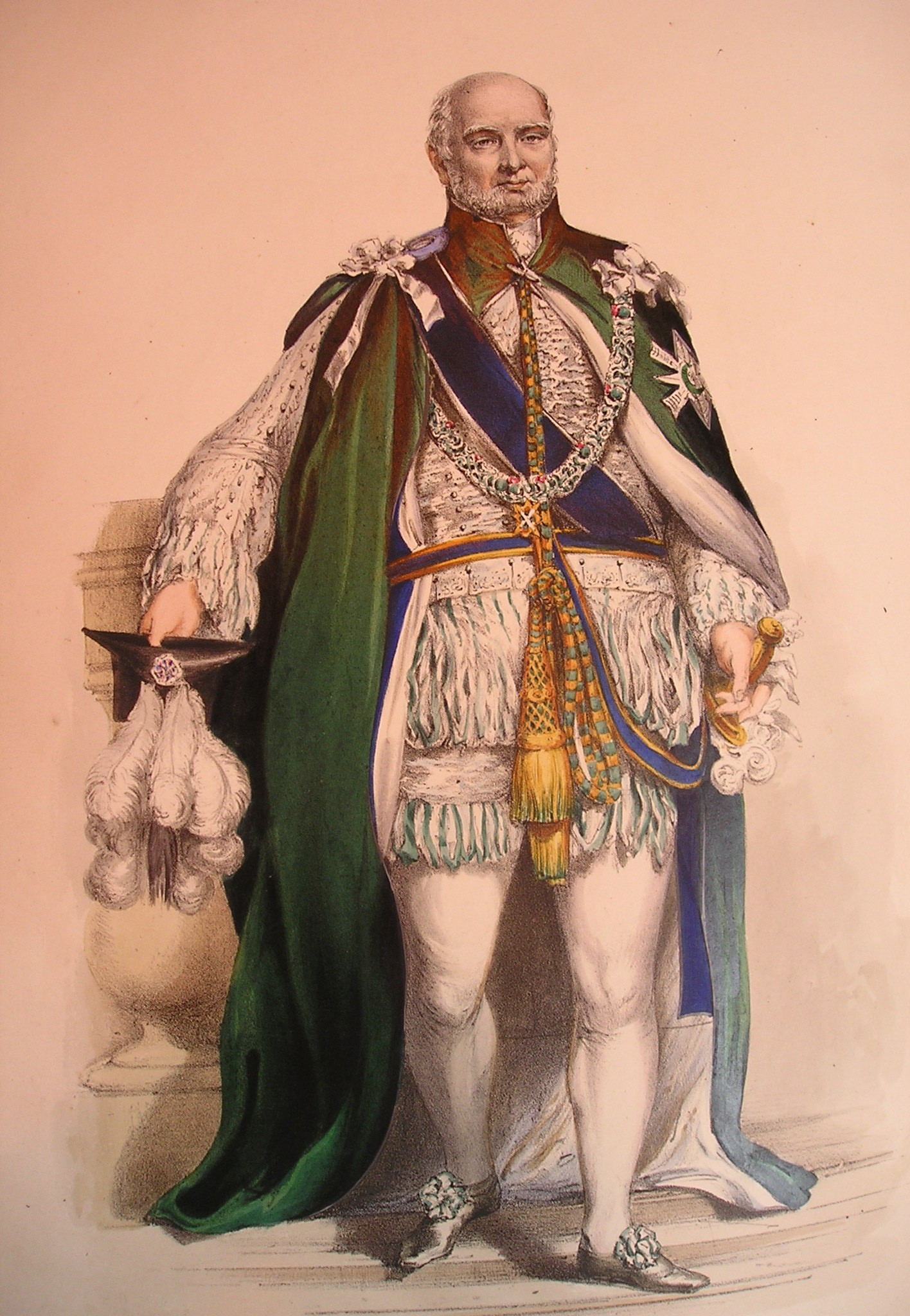
Август Фредерік, герцог Сассекський

У значні дні Ордену, такі як щорічна служба кожного червня або липня, а також коронація, кавалери і дами носять затверджені шати:
- Плащ — зелена накидка поверх костюма або військової уніформи. Плащ має підбиття з білої тафти; оздоблений зеленими та золотими китицями. На лівому плечі плаща — зірка ордена (див.нижче).
- Капелюх робиться з чорного оксамиту, білий плюмаж посередині має чорний чубок чаплі.
- Комір робиться з золота та зображує будяк і пагони рути. Носиться поверх плаща.
- Св. Андрій, також званий додатковим знаком, носиться на комірі. Складається з золотого емальованого зображення св. Андрія в зеленій сорочці й пурпуровому плащі. Золоті промені виходять з-за голови св. Андрія, який тримає білий косий хрест.

Поза цими особливими випадками, використовуються набагато простіші відзнаки.
Відзнаки ордена Будяка

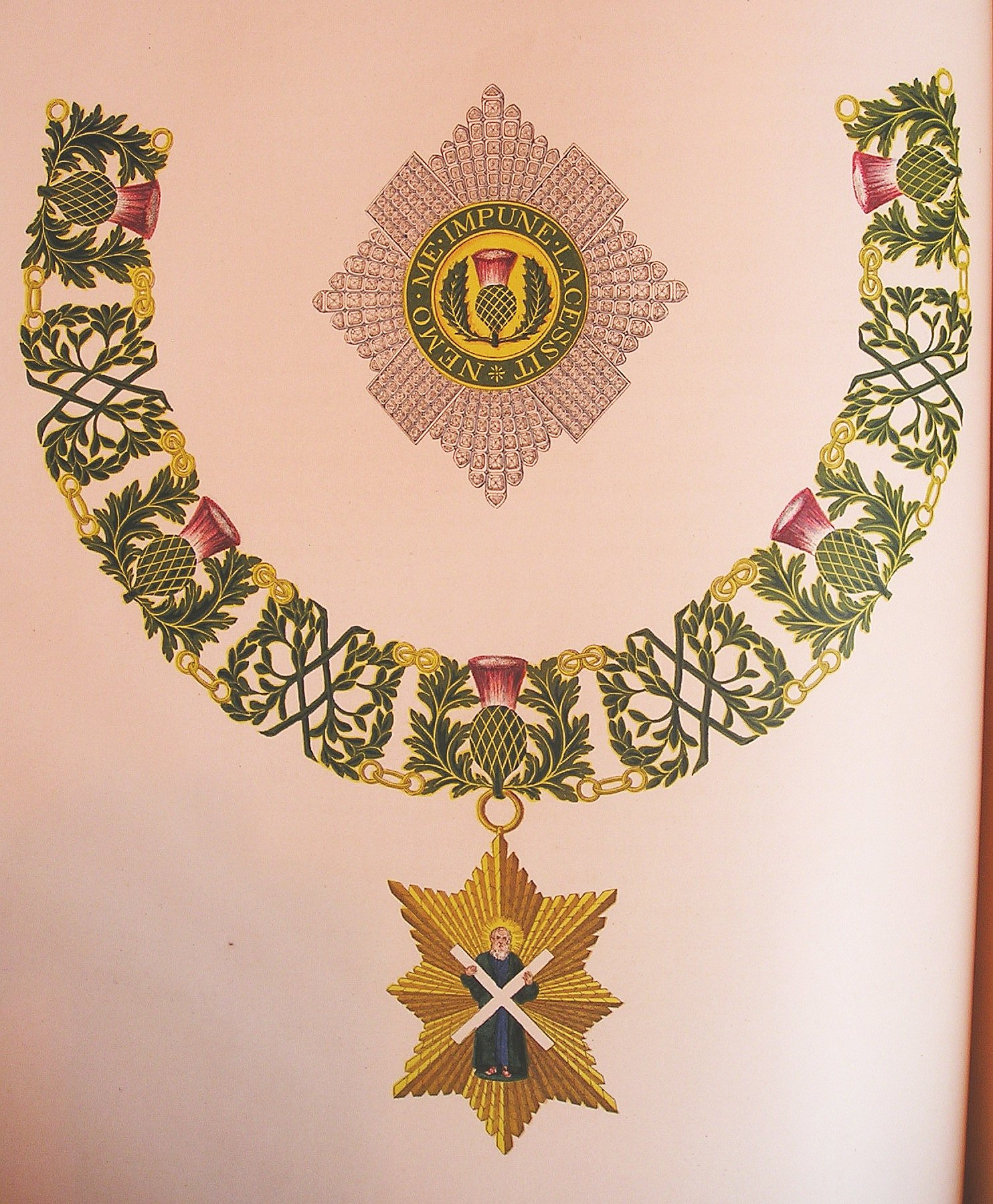
Знаки ордена Будяка

- Зірка ордена складається з срібного хреста св. Андрія, з пучками променів між раменами. У центрі зображене зелений коло з девізом ордена золотими великими літерами; всередині кола зображений будяк на золотому полі. Носится пристебнута на грудях зліва. (Оскільки орден Будяк другим за важливістю кавалерський орден Великої Британії, кавалер носить зірку над зірками інших орденів, до яких він чи вона належить, крім ордена Підв'язки; можна носити до чотирьох орденських зірок.)
- Широка стрічка — темно-зелена перев'язь, що носяться навколо тіла, з лівого плеча до правого стегна.
- На правому стегні до стрічки кріпиться застібка ордена. На аверсі застібки зображений св. Андрій у тій же формі, що й на зірці. На реверсі на зеленому полі зображений будяк, оточений девізом ордена.

Втім, по деяких «особливих днях», визначених сувереном, члени, присутні на формальних заходах, можуть носити орденський комірець поверх військової уніформи, формального одягу або іншого костюма. Якщо вони належать до іншого ордена, то повинні одягти широку стрічку іншого ордена, оскільки орден Будяка вже представлений коміром.
Після смерті кавалера або дами інсигнії повинні бути повернуті в Центральну канцелярію Лицарських орденів. Знак і зірка повертаються особисто суверену найближчим родичем покійного.
Офіцери ордена також носять зелені накидки. Джентльмен Приватник Зеленого Жезла також носить, як титул його посади, зелений жезл. Лорд Герольд носить камзол з зображенням королівського герба.

## Каплиця

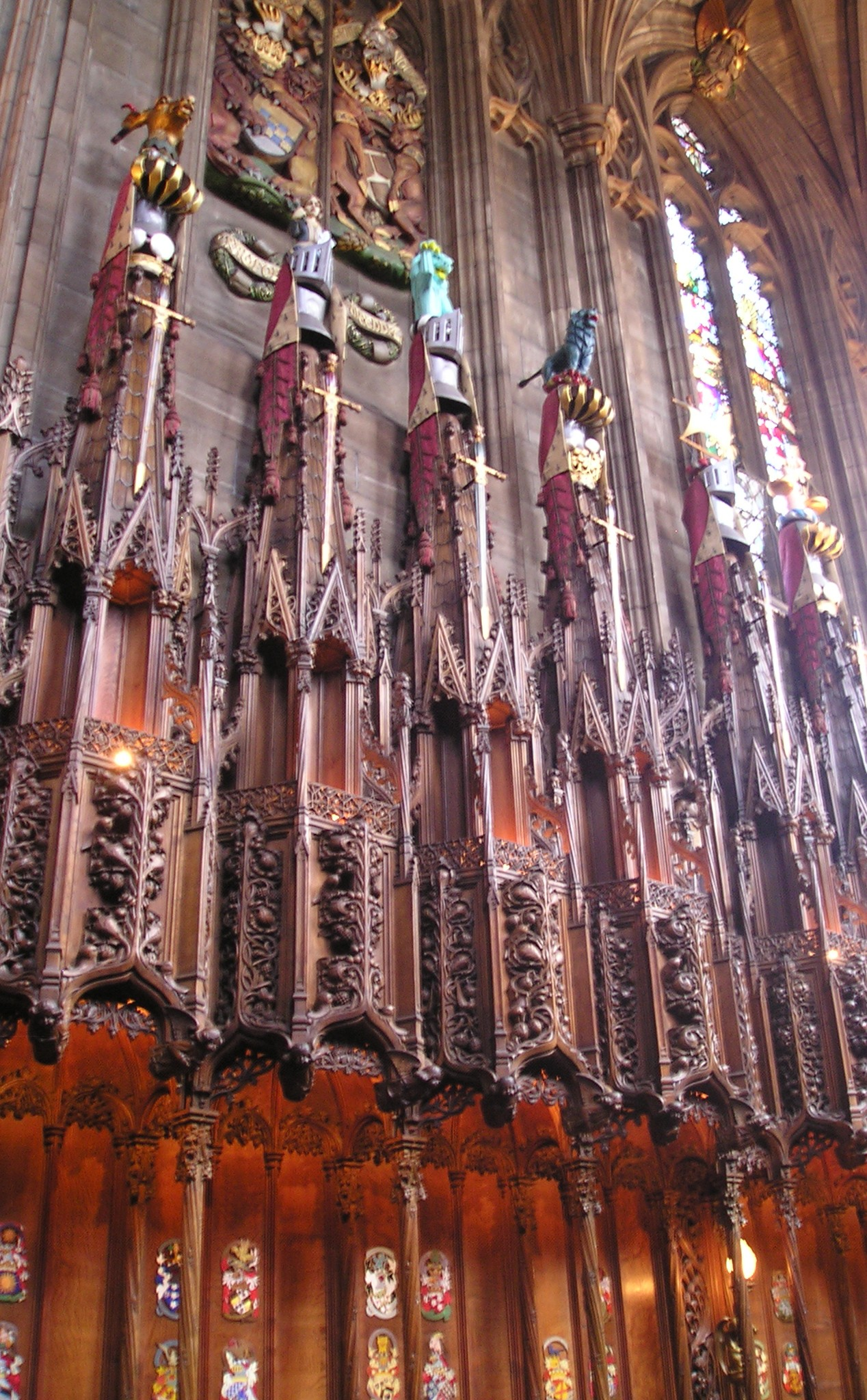
Мечі, шоломи, обмундирування Лицарів Будяка в Каплиці Будяка

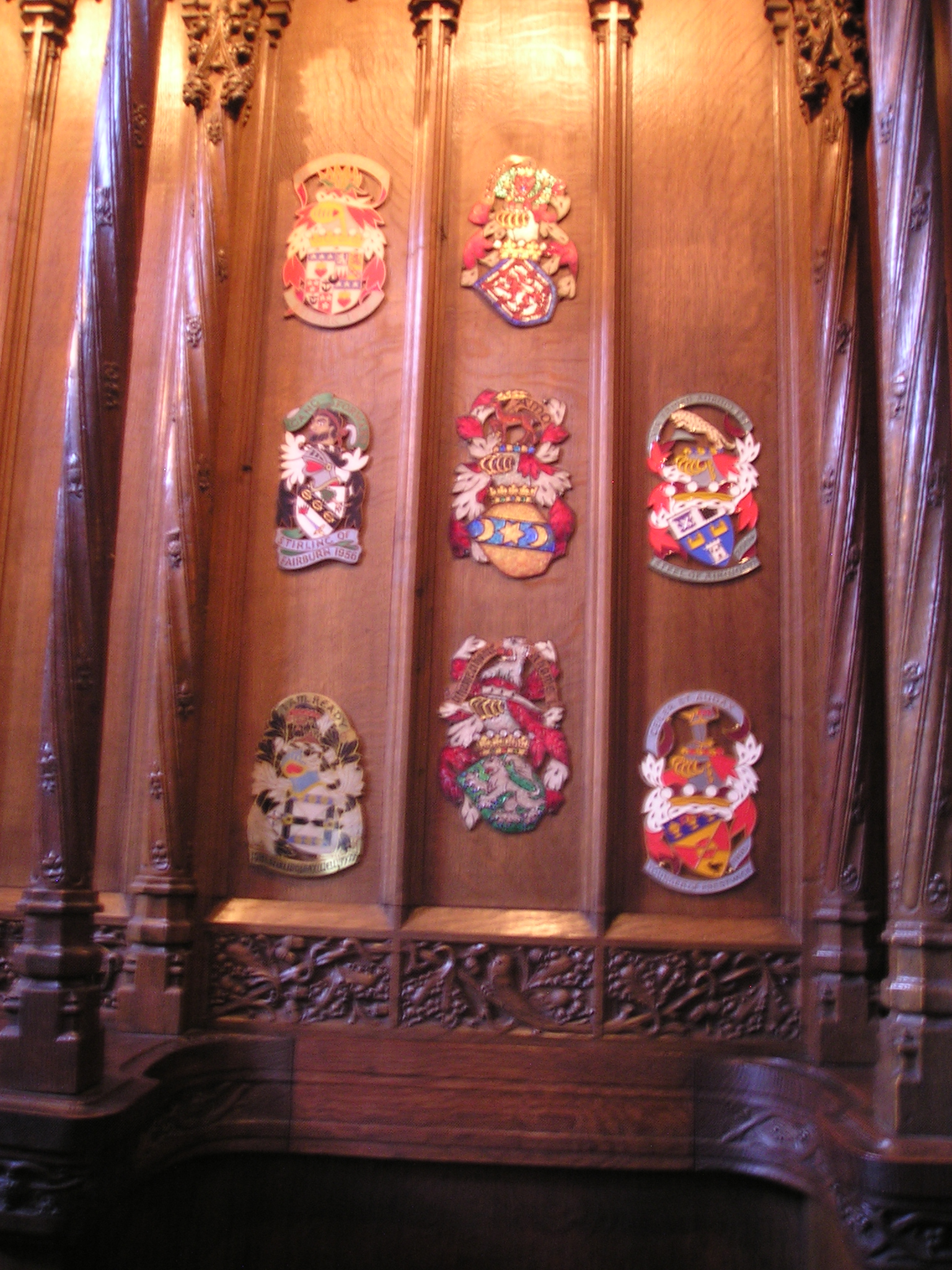
Герби Лицарів ордену Будяка

Коли Яків VII оживив орден в 1687, він наказав, щоб аббатська церква в палаці Голіруд стала каплицею ордена Будяка, можливо копіюючи ідею ордена Підв'язки (у якого каплиця у Віндзорському замку). Яків VII, однак, був скинутий у 1688; каплицю зруйнували під час бунту. Орден не мав каплиці до 1911, поки орденською каплицею не став Собор св. Жиля в Единбурзі. Кожен рік суверен розташовується в палаці будинку Голіруд на тиждень в червні або липні, під час візиту відбувається служба ордена. Під час щорічної служби посвячуються нові кавалери чи дами.
Кожен член ордена, включаючи суверена, отримує кабінку в хорах каплиці.

## Чинні члени та офіцери
- Суверен: Чарльз III

- Кавалери і дами:

- Ендрю Брюс, KT, VRD, DL (1981)
- Джордж Томпсон, KT, PC, DL (1981)
- Девід Оглві, KT, GCVO, PC (1985)
- Айан Теннант, KT (1986)
- Джон Арбутнотт, KT, CBE, DSC (1996)
- Роберт Ліндсей, KT, GCVO, PC (1996)
- Маріон Фрейзер, LT (1996)
- Норман Макферлейн, KT, DL (1996)
- Джеймс Маккай, KT, PC (1997)
- Девід Вілсон, KT, GCMG (2000)
- Стюарт Сазерленд, KT (2002)
- Ерік Андерсон, KT (2002)
- Девід Стіл, KT, KBE (2004)
- Джордж Робертсон, KT, GCMG, PC (2004)
- Девід Каллен, KT, PC (2007)
- Девід Гоуп, KT PC FRSE (2009)
- Нарендра Пател, KT, FMedSci, FRSE (2009)
- Девід Дуглас-Гом, KT CVO CBE (2014)
- Роберт Сміт, KT (2014)

- Додаткові кавалери і дами:

- Анна (принцеса Великої Британії), LG, LT, GCVO, QSO (2000)
- Вільям, герцог Кембриджський, KG, KT, ADC(P) (2012)

- Офіцери:

- Оратор: Гіллесбі Макміллан, CVO
- Канцлер: Вальтер Скотт, KT, VRD
- Пілорус: Крістофер Леймен, CB, DSO, LVO
- Герольд і секретар: Робін Блер, LVO, WS